# Dees Postmabrug
Brug 485 is een bouwkundig kunstwerk in Amsterdam-Centrum. Ze staat ook wel bekend als de Oosterdoksdoorgang, het water dat de brug overspant. Ze verzorgt de verbinding tussen de De Ruijterkade en de Piet Heinkade.

## Brug 277, Havenmeestersbrug
Tussen beide kades lag eeuwenlang de Oosterdokssluis. De Havenmeestersbrug werd in 1872 geplaatst; het was toen een draaibrug, die kon worden geplaatst omdat de Oranjesluizen de taak voor waterpeilhandhaving van de Oosterdokssluizen hadden overgenomen. Ze lag tussen de Oosterdokskade en de Piet Heinkade, maar wel ten zuiden van de spoorbruggen. Jacob Olie wist de oude draaibrug nog vast te leggen. Al in 1907 was de brug aan vervanging toe. Nabij de brug stond het woonhuis van de havenmeester. De weg liep via de S-bocht na de brug onder de spoorbruggen naar het noorden naar de binnenhaven. In verband met de algemene herinrichting van verkeersstromen voor de bouw van de IJ-tunnel werd de brug in wezen overbodig gemaakt door de moderne basculebrug brug 485, alleen de draaischijf is nog te zien. De brug werd in De Waarheid van 29 januari 1965 al overjarig genoemd.
Het brugnummer werd in 1971 ingetrokken en dertien jaar later herbruikt voor de Pelikaanbrug.

## Brug 485
Alles verdween met de komst van de IJ-tunnel; de hele omgeving ging hier op de schop. Bij de Dijkgracht kwamen de ventilatiegebouwen en -torens van die tunnel en er werd  ook meteen  gewerkt aan Brug 485. De verkeersstroom zou in de verkeersplannen achter het Station Amsterdam Centraal gelegd worden met De Ruijterkade en Piet Heinkade, die van werkweg tot een doorgaande drukke verkeersweg werd gepromoveerd. In de zogenaamde IJ-boulevard werd vanaf 1969 tot 1971 gebouwd aan brug 485 (plannen uit 1965) . Het ontwerp van deze nog “kale brug” was afkomstig van architect Sier van Rhijn, werkend voor de Dienst der Publieke Werken. Basculebrug en beide hellingen hebben een gezamenlijke lengte van 385 meter; de breedte werd gehouden op 23 meter. Het bood behalve voor IJ-tunnelverkeer ook een verbinding tot stand voor de bezoekers die via de Passenger Terminal Amsterdam (vroegere versie) Amsterdam binnenstroomden. Typerend voor de brug zijn beide hellingen naar de brug toe. In gesloten toestand had de brug eenzelfde hoogte nodig als de spoorbruggen, enkele meters zuidelijk van de brug. Wethouder J. Bootsma kwam de brug op 15 november 1971 openen. Midden jaren tachtig werden de verkeersstromen over de brug drukker; Amsterdam groeide oostwaarts met nieuwe wijken in het Oostelijk Havengebied, Oostelijke Eilanden en IJburg.
IJburg had tot gevolg dat er een openbaar-vervoersverbinding moest komen; het werd de IJtram. Het traject stond al vast; ze moest over de Piet Heinkade naar de Piet Heintunnel. De brug kon het spoor wel aan (Van Rhijn is bekend vanwege de infrastructuur van de metro), maar er was geen plaats meer voor voetgangers en fietsers. Dit werd opgevangen door een 385 meter lange stalen voet- en fietsbrug aan de noordzijde van de brug 485 te bevestigen. Hans van Heeswijk was verantwoordelijk voor het ontwerp van deze bijbrug, die in 2005 opgeleverd werd. De brug heeft wel het karakter van een balkon hangend aan de originele brug, eronder zijn bedrijven gevestigd. Beide vallen zijn met elkaar verbonden.
De oorspronkelijke brug van circa 25 miljoen gulden werd door de Dienst Archeologie en Monumenten van Amsterdam gezien als architectuur vallend in de orde 1 (net geen monument). Op de brug staat sinds jaar en dag Maan over Ameland van Bert de Laaf, al was ze tussen 2002 en 2012 weg in verband met de verbouwingen.

## Naamgeving
Op de raadsvergadering van 7 februari 2023 werd besloten deze brug 485 een naam te geven. Het werd de Dees Postmabrug.  Doederus Boëtius Witsius (Dees) Postma (Hillegersberg, 9 oktober 1932 – Amsterdam, 12 maart 2012) sinds 1940 halfwees in verband met het overlijden van zijn vader. Hij was afgestudeerd in de Nederlands recht op Universiteit Leiden, was betrokken bij verslavingszorg. Hij nam initiatief tot de zogenaamde Buitenveldertgroepen en het Stoelenproject. Vanaf oktober 1973 was hij twaalf jaar directeur van de Jellinek kliniek, al ging dat niet zonder slag of stoot. Het personeel maakte bezwaar tegen zijn benoeming. Hij was er eerder secretaris, maar bekleedde ook een bestuursfunctie bij Anonieme Alcoholisten. Overigens werd Postma zelf eerder behandeld in de kliniek.  Het verband met de brug moet gezocht worden in patiënten vanuit het Stoelenproject, dat gevestigd was aan de Oostelijke Handelskade, die hier eenmaal buiten beschutting zochten.  Postma was ridder in de Orde van Oranje-Nassau. Het naambord werd op 23 juni 2023 onthuld.  

## Afbeeldingen

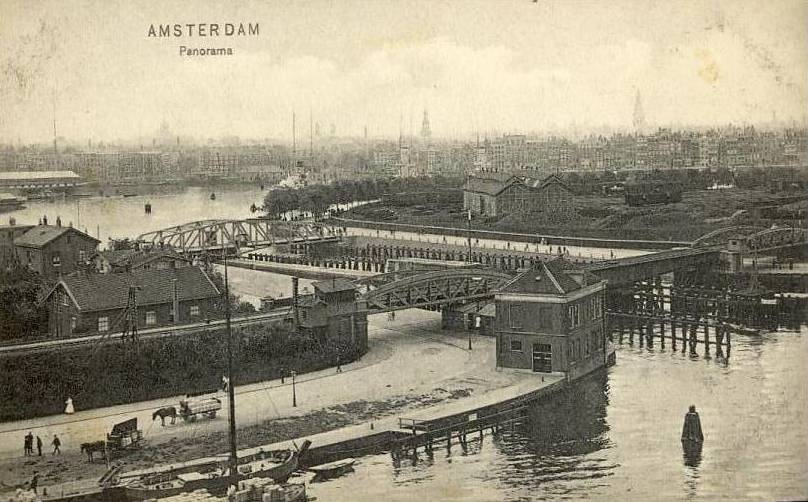
Piet Heinkade met havenmeestersgebouw, daarachter de spoorbruggen en links midden de Havenmeestersbrug (circa 1900)
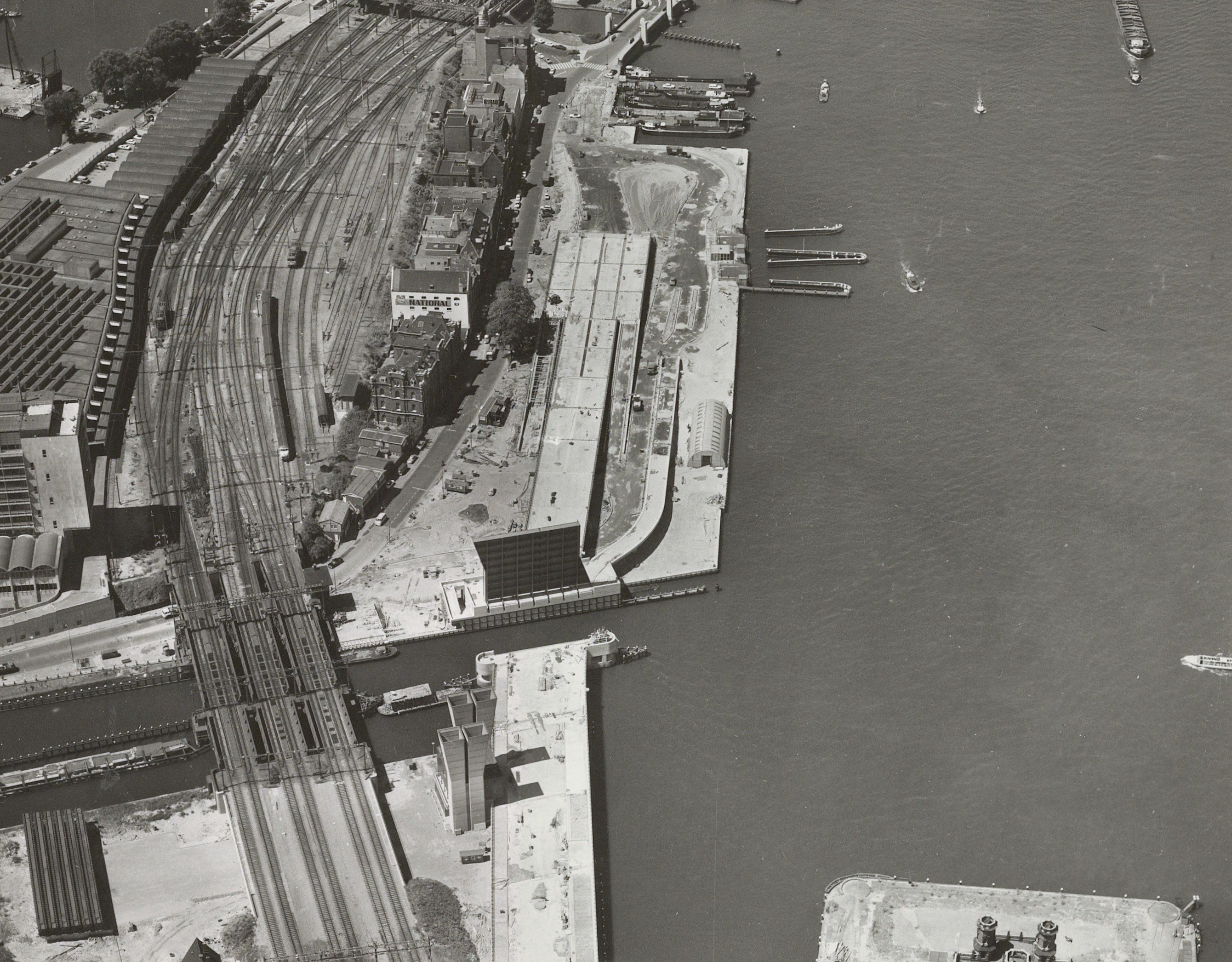
Luchtfoto van de aanleg van de brug (1971)
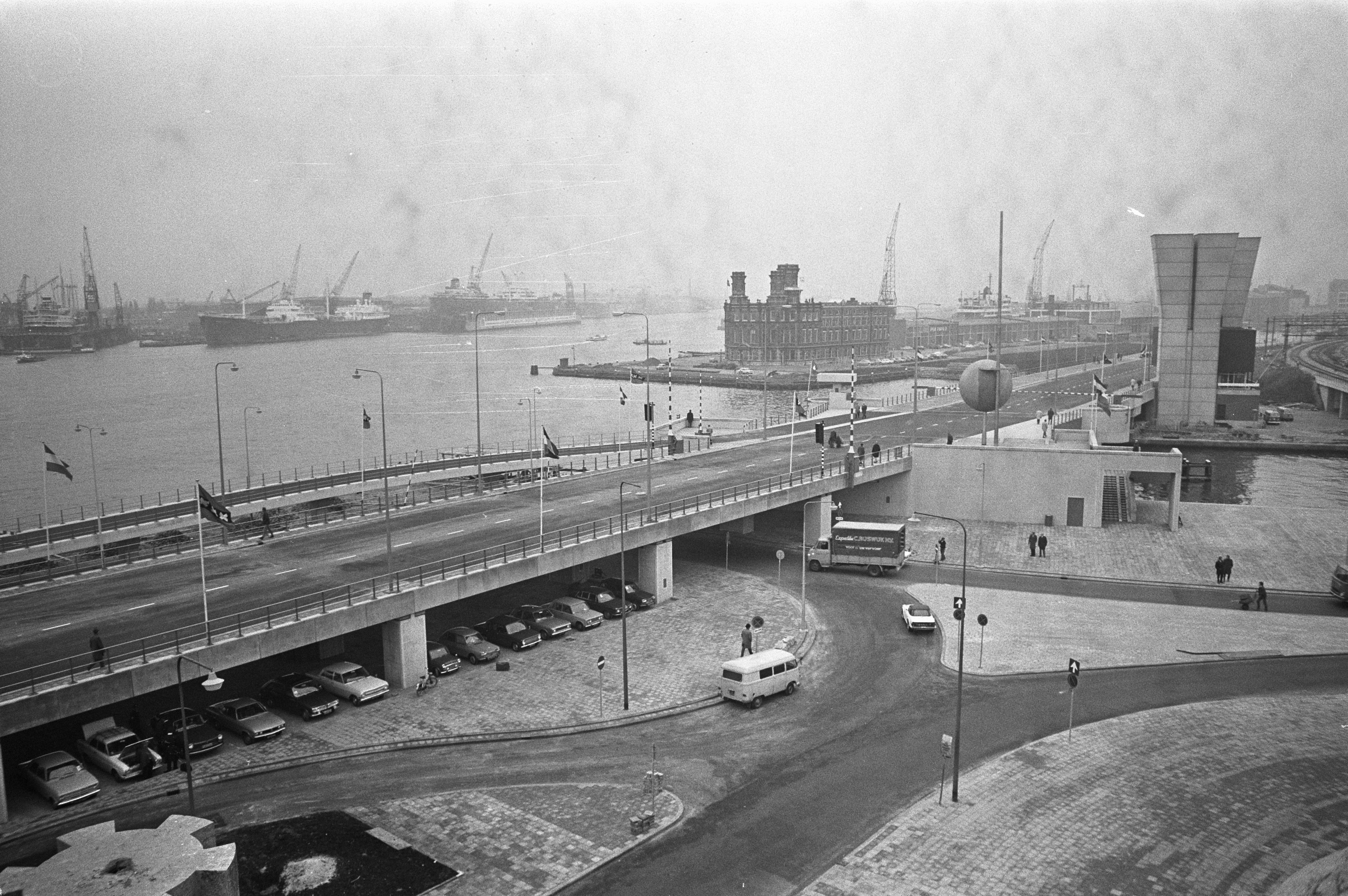
Opening brug (november 1971)
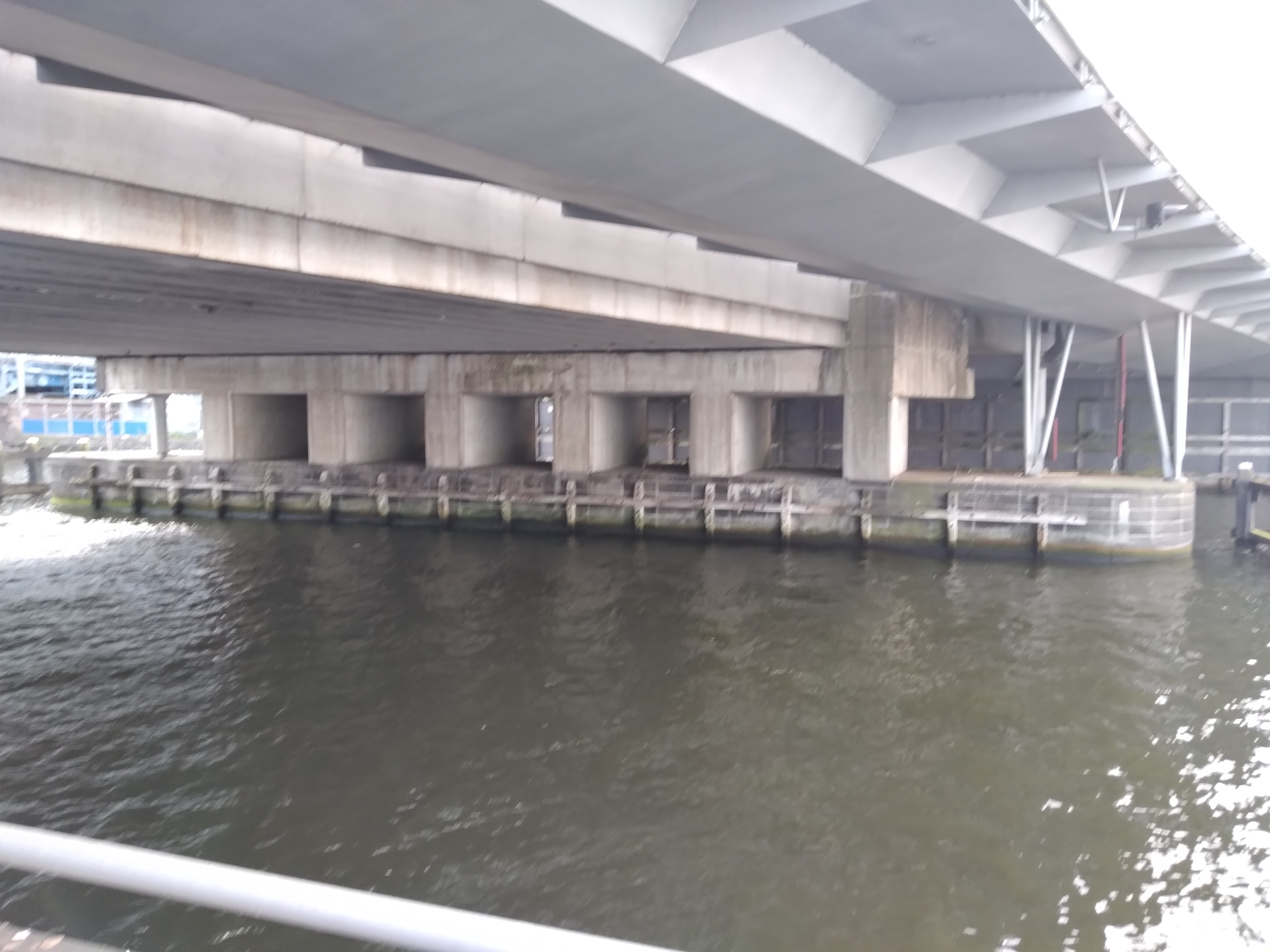
Onderzijde brug met beton van Van Rhijn en staal van Van Heeswijk (augustus 2021)
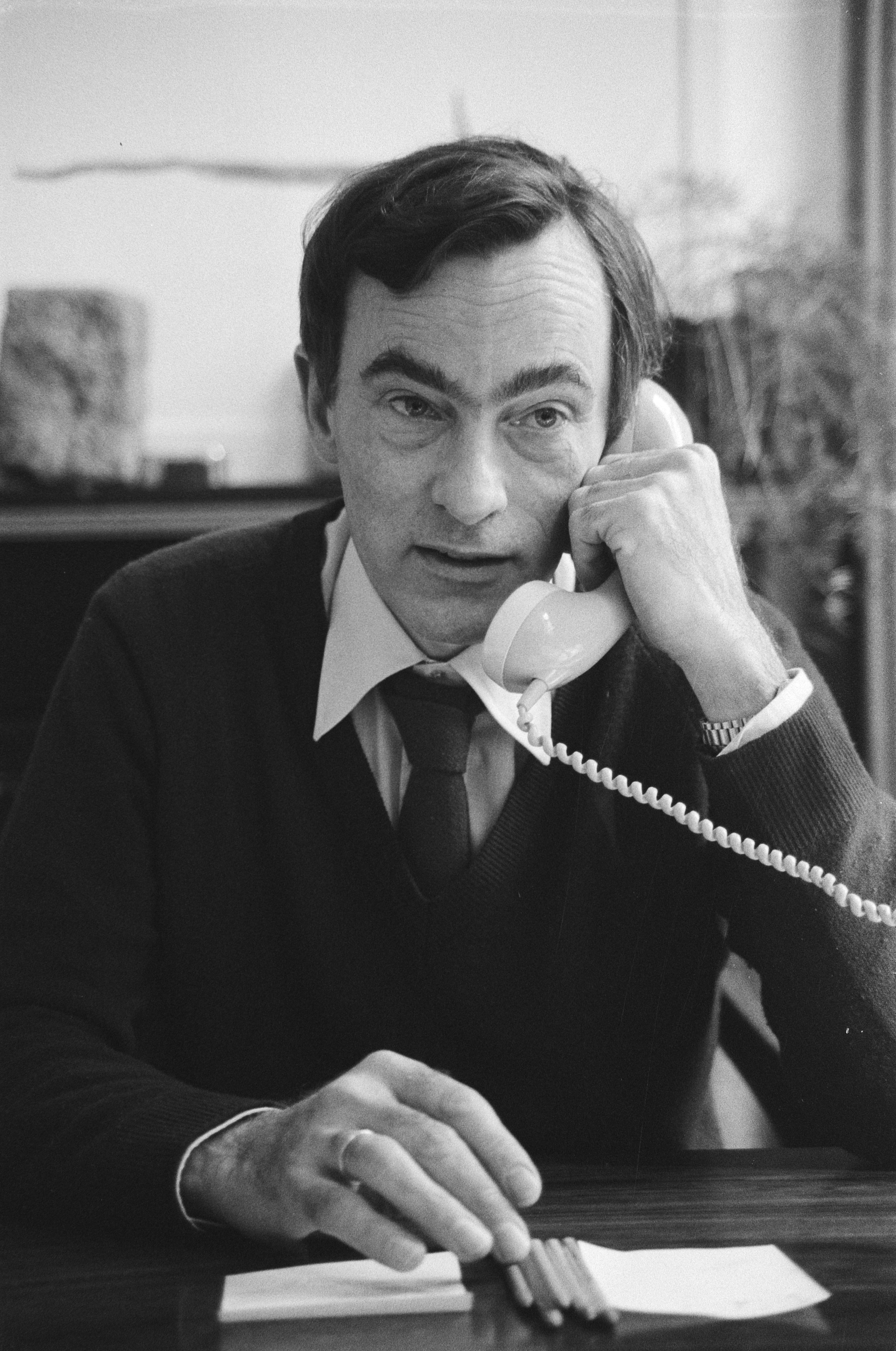
Dees Postma in 1981
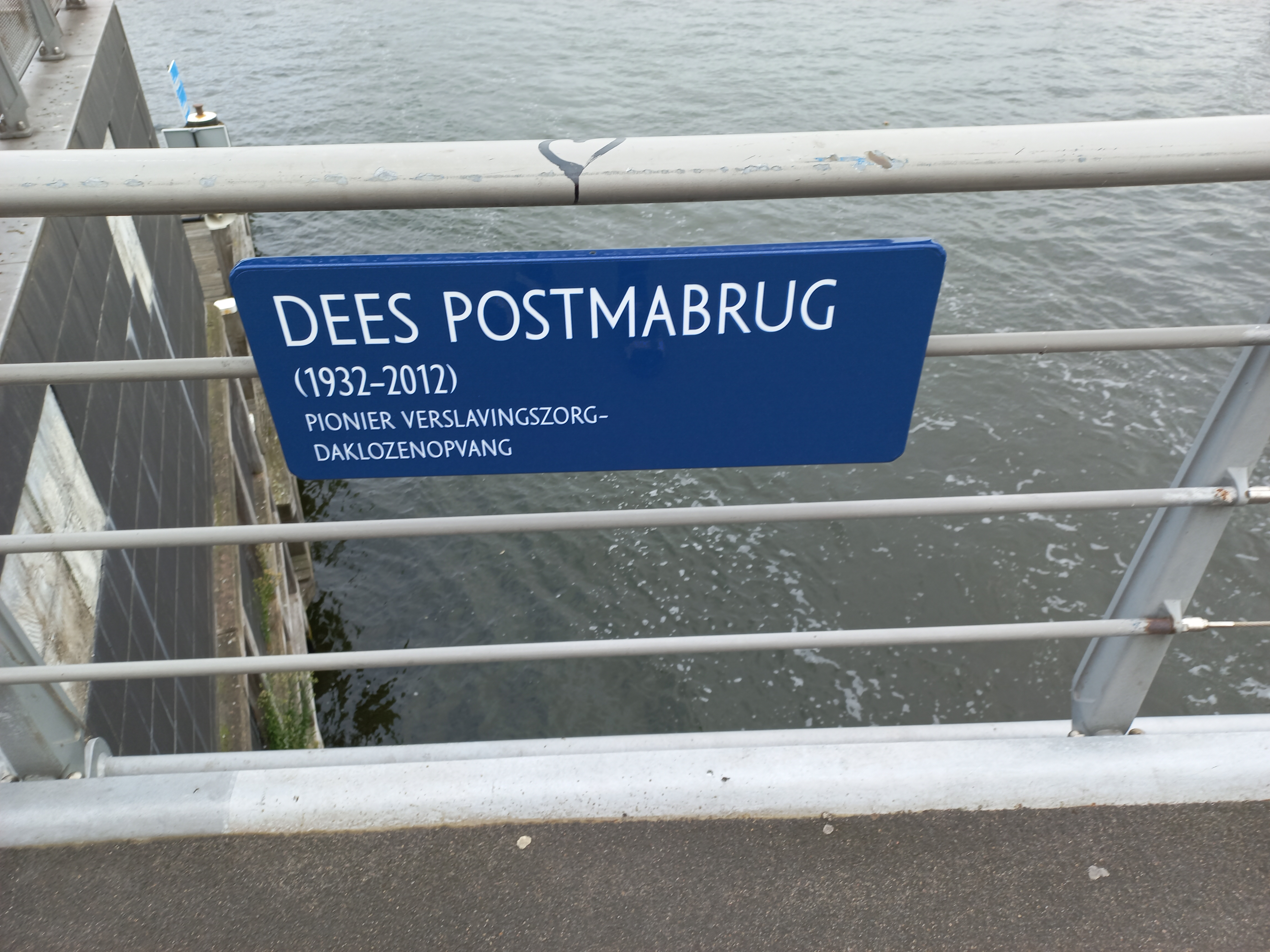
Naambord (augustus 2023)

<<< · 400 · 401 · 402 · 403 · 404 · 405 · 406 · 407 · 408 · 409 · 410 · 411 · 413 · 414 · 415 · 416 · 417 · 418 · 419 · 420 · 421 · 422 · 423 · 424 · 425 · 427 · 429 · 430 · 431 · 432 · 433 · 434 · 435 · 436 · 437 · 438 · 439 · 440 · 441 · 442 · 443 · 444 · 445 · 446 · 447 · 448 · 449 · 450 · 451 · 452 · 453 · 454 · 455 · 456 · 457 · 458 · 459 · 460 · 461 · 462 · 463 · 464 · 465 · 466 · 469 · 470 · 471 · 472 · 473 · 474 · 475 · 476 · 478 · 479 · 480 · 482 · 483 · 485 · 486 · 487 · 488 · 489 · 490 · 491 · 492 · 493 · 494 · 495 · 496 · 497 · 499 · >>>
Brugnummers 412, 426, 428, 467, 468, 477, 481, 484 en 498 zijn niet (meer) vergeven.